# WASP-3
WASP-3 – żółto-biały karzeł znajdujący się 727 lat świetlnych od Ziemi w gwiazdozbiorze Lutni. Jej wielkość gwiazdowa wynosi 10 magnitudo. Wokół gwiazdy krąży planeta WASP-3 b.

## Układ planetarny
W 2007 roku, w ramach projektu SuperWASP, odkryto krążącą wokół WASP-3 planetę. Odkrycia dokonano metodą tranzytu. 
W 2010 roku, dzięki zakłóceniom w tranzycie WASP-3b, zasugerowano możliwość istnienia drugiej planety. Wyniki badań nie pozwalały jednak ze stuprocentową pewnością stwierdzić, że planeta WASP-3 c istnieje. Najdokładniejsze badania wykazały, że WASP-3 c najprawdopodobniej znajduje się w rezonansie orbitalnym 2:1 z WASP-3 b oraz posiada masę ok. 15 razy większą niż Ziemia (zbliżona do masy Urana). Rok na planecie miałby trwać 3,72 – 3,78 dnia. Inne badania podają masę równą 6-10 mas Ziemi, z rokiem trwającym 3,03 – 3,05 dni (rezonans orbitalny 5:3) lub 10 mas Ziemi przy okresie orbitalnym 3,58 – 3,64 dni (rezonans orbitalny 2:1). 